# Prestataire de services

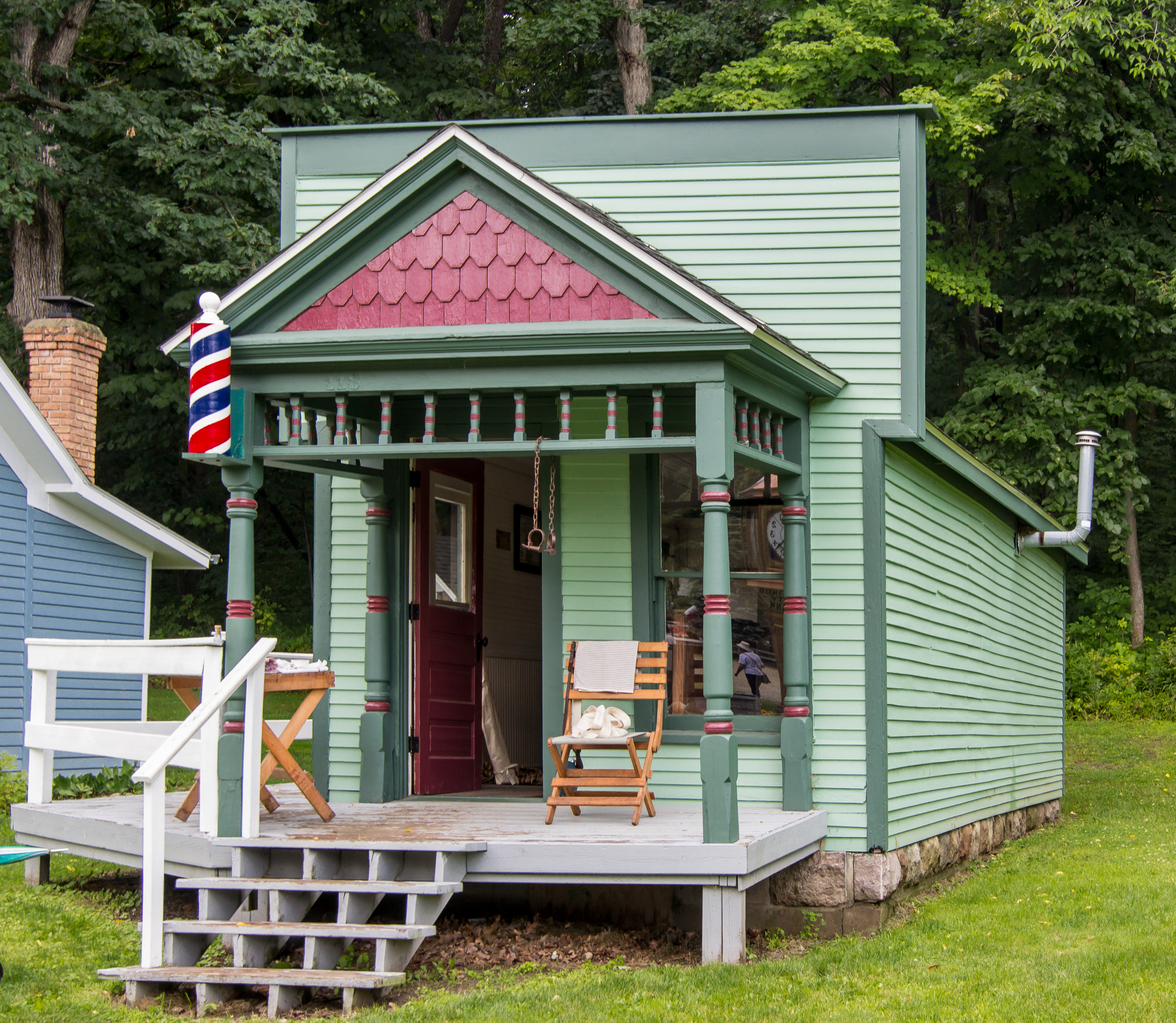
Salon de coiffure

Un prestataire de services est toute personne physique ou morale, y compris un organisme public, qui offre des services pour une entreprise.

## Types
- Prestataire de services en restauration (ex: traiteur)
- Prestataire de services informatiques : entreprise de services du numérique (ex-SSII)
- Prestataire de services de conseil (société de conseil)
- Prestataire de services d'investissement
- Prestataire de services de télécommunications
- Prestataire de services d'aide à domicile
- Prestataire de services de santé
- Prestataire de service de paiement
- Prestataire de services logistique, y compris pour la maintenance des biens d'équipement utilisés dans la chaîne des flux de matière, ou de produits, par exemple : chariot élévateur, machines-outils, manutention continue, flotte de camions

Dans l'Union européenne, les écoles à financement privé ont été reconnues comme prestataire de services.

## Visibilité sur Internet
Pour élargir leur clientèle grâce à Internet, les prestataires disposent actuellement de plusieurs moyens, notamment :
- des annuaires tels que les Pages jaunes (et leur équivalent à l’étranger : Yellow Pages), Kompass… Les utilisateurs doivent faire leur choix parmi une masse de professionnels, répartis en catégorie. Il n’y a aucun classement, si ce n’est celui de l’argent (les catégories les plus populaires sont payantes). Ce type de recherche tend à disparaître à la suite de l’impossibilité de se renseigner sur le sérieux du prestataire, avec une baisse boursière de -84,90 % en 5 ans pour les Pages Jaunes[2].
- des moteurs de recherche, tels que Google. Les professionnels doivent alors entretenir leur réputation et leurs visites afin d'être facilement visible sur le net à condition d'avoir un bon référencement. Les utilisateurs pouvant laisser des avis visibles par tous il est plus facile pour les commanditaires de faire leur choix. Des services tels que AdWords et Google Analytics permettent d’optimiser sa présence sur le net. Là encore les prestataires prêts à payer auront un meilleur placement, mais les avis se mériteront.
- des sites dits « places de marché en ligne », tels que des sites d’inter-médiation pour mettre en relation prestataire et client, qui facilitent les recherches des utilisateurs. Moyennant un pourcentage du paiement ils listent les professionnels et proposent les mieux classés d'entre eux à l'utilisateur grâce à des critères de sérieux, prix et disponibilités. Certains sites se destinent aux particuliers (C to C et B to C[3]) tandis que d’autres visent les entreprises (B to B) et d'autres englobent les deux[4].

Concernant les produits manufacturés les sites internet ont connu un essor considérable : parmi les soixante sites mondiaux les plus fréquentés, on trouve quatre sites de mise en relation de vente : Taobao, eBay, Rakuten, Alibaba. Bien que les services représentent plus de la moitié du PNB dans les économies développées, les places de marché de services sont encore marginales. Elles se heurtent à deux difficultés : la non-standardisation des produits (un devis est le plus souvent nécessaire) et l’aspect local de beaucoup de services. Certains sites BtoB proposent des services variés, comme Solvari, Companeo et Quotatis (France et certains pays européens), Buyerzone (USA), mais les offres sont souvent cantonnées dans un pays (Companéo et Quotatis ont une activité dans plusieurs pays, mais par l’intermédiaire d’un site par pays). Des sites sont également spécialisés par secteur d'activité (L'Expo Permanente pour l'industrie, Equip-Garage pour les garages , Le Magasin LSA pour l'équipement des magasins, ou Plateforme habitat pour le bâtiment ). Au niveau services mondiaux, la Fédération des associations du commerce international a contracté des partenariats avec des organismes gouvernementaux (l’USCS aux États-Unis , l’UKTI au Royaume-Uni et le Hong Kong Trade Development Council - HKTDC) pour développer une place mondiale : Globaltrade.net 

## Obligations juridiques
De façon générale, en France, tout prestataire de services est soumis à une obligation d'information, en vertu du droit de la consommation (article L111 du code de la consommation).
Certaines catégories sont soumises à des demandes d'agrément, comme les prestataires de services d'investissement. L'agrément de ces derniers est délivré par l'Autorité de contrôle prudentiel (ACP) après approbation par l' Autorité des marchés financiers (AMF) de leur programme d'activité, par l'AMF, sous la dénomination de société de gestion de portefeuille.